# 23164 Badger
23164 Badger là một tiểu hành tinh vành đai chính với chu kỳ quỹ đạo là 1743.1448046 ngày (4.77 năm).
Nó được phát hiện ngày 5 tháng 4 năm 2000.